# Jacques Secrétin
Jacques Eugène Secrétin (Carvin, 18 marzo 1949 – Tourcoing, 24 novembre 2020) è stato un tennistavolista francese.